# Europese kampioenschappen veldlopen 2023
De 29e editie van de Europese kampioenschappen veldlopen vond plaats op 10 december 2023 in het Park van Laken in Brussel. Het waren de derde Europese kampioenschappen veldlopen in België, na 1996 in Charleroi en in 2008 in Brussel in hetzelfde park. Er deden 592 atleten mee, 266 vrouwen en 326 mannen, uit 38 landen. Voor het eerst in de geschiedenis liepen zowel de mannen als vrouwen dezelfde afstand, 9 km bij de senioren.
Bij de vrouwen senioren won de Noorse atlete Karoline Bjerkeli Grøvdal haar derde titel op rij en won België het brons in het ploegenklassement, net als in 1996. Bij de mannen won België het landenklassement. Individueel werd de Fransman Yann Schrub eerste en de Belg Robin Hendrix derde.  De Nederlander Niels Laros werd in de categorie Onder 20 in de eindsprint voorbij gestoken door de Deen Axel Vang Christensen. Voor de Nederlanders was er nog zilver in de gemengde estafette.

## Medaillewinnaars
| Categorie          | Goud                      | Zilver              | Brons               |
| ------------------ | ------------------------- | ------------------- | ------------------- |
| Mannen Senioren    | Yann Schrub               | Magnus Tuv Myhre    | Robin Hendrix       |
| Mannen Senioren    | België                    | Frankrijk           | Noorwegen           |
| Mannen onder 23    | Will Barnicoat            | Valentin Bresc      | Matthew Stonier     |
| Mannen onder 23    | Verenigd Koninkrijk       | Frankrijk           | Noorwegen           |
| Mannen onder 20    | Axel Vang Christensen     | Niels Laros         | Nicholas Griggs     |
| Mannen onder 20    | Ierland                   | Verenigd Koninkrijk | Spanje              |
| Vrouwen Senioren   | Karoline Bjerkeli Grøvdal | Nadia Battocletti   | Abbie Donnelly      |
| Vrouwen Senioren   | Verenigd Koninkrijk       | Spanje              | België              |
| Vrouwen onder 23   | Megan Keith               | Ilona Mononen       | Nathalie Blomqvist  |
| Vrouwen onder 23   | Verenigd Koninkrijk       | Duitsland           | Spanje              |
| Vrouwen onder 20   | Innes Fitzgerald          | Sofia Thøgersen     | Jade le Corre       |
| Vrouwen onder 20   | Verenigd Koninkrijk       | Duitsland           | Zweden              |
| Gemengde Estafette | Frankrijk                 | Nederland           | Verenigd Koninkrijk |

## Uitslagen

### Mannen Senioren
| Plaats | Atleet                        | Land                 | Tijd (min.s)  |
| ------ | ----------------------------- | -------------------- | ------------- |
| Goud   | Yann Schrub                   | Frankrijk            | 30.17         |
| Zilver | Magnus Tuv Myhre              | Noorwegen            | 30.20 (+0.03) |
| Brons  | Robin Hendrix                 | België               | 30.22 (+0.05) |
| 4      | Hugo Milner                   | Verenigd Koninkrijk  | 30.27 (+0.10) |
| 5      | Tadesse Getahon               | Israël               | 30.33 (+0.16) |
| 6      | John Heymans                  | België               | 30.34 (+0.17) |
| 7      | Abdessamad Oukhelfen          | Spanje               | 30.40 (+0.23) |
| 8      | Cormac Dalton                 | Ierland              | 30.40 (+0.23) |
| 9      | Jamal Abdelmaji Eisa Mohammed | Athlete Refugee Team | 30.43 (+0.26) |
| 10     | Fabien Palcau                 | Frankrijk            | 30.46 (+0.29) |
| 11     | Isaac Kimeli                  | België               | 30.46 (+0.29) |
| 12     | Henrik Ingebrigtsen           | Noorwegen            | 30.46 (+0.29) |
| 13     | Yemaneberhan Crippa           | Italië               | 30.47 (+0.30) |
| 14     | Davor Aaron Bienenfeld        | Duitsland            | 30.48 (+0.31) |
| 15     | Hugo Hay                      | Frankrijk            | 30.48 (+0.31) |
| 16     | Baldvin Magnusson             | IJsland              | 30.48 (+0.31) |
| 17     | Keelan Kilrehill              | Ierland              | 30.52 (+0.35) |
| 18     | Jacob Boutera                 | Noorwegen            | 30.54 (+0.37) |
| 19     | Oliver Löfqvist               | Zweden               | 30.56 (+0.39) |
| 20     | Hugh Armstrong                | Ierland              | 30.56 (+0.39) |
|        |                               |                      |               |
| 25     | Marco Vanderpoorten           | België               | 31.01 (+0.44) |
| 31     | Pieter-Jan Hannes             | België               | 31.23 (+1.06) |
| 35     | Guillaume Grimard             | België               | 31.30 (+1.13) |
| 63     | Filmon Tesfu                  | Nederland            | 32.49 (+2.32) |

Er deden 90 atleten mee, uit 31 landen, waarvan er twee uitstapten en zes op een ronde werden gezet.
| Plaats | Land | Punten           |
| ------ | --- | ---------------- |
| Goud   | België Robin Hendrix · John Heymans · Isaac Kimeli Marco Vanderpoorten · Pieter-Jan Hannes · Guillaume Grimard       | 3 + 6 + 11 = 20  |
| Zilver | Frankrijk Yann Schrub · Fabien Palcau · Hugo Hay Donovan Christien · Bastien Augusto                                 | 1 + 10 + 15 = 26 |
| Brons  | Noorwegen Magnus Tuv Myhre · Henrik Ingebrigtsen · Jacob Boutera Eivind Øygard · Even Brøndbo Dahl · Fredrik Sandvik | 2 + 12 + 18 = 32 |
| 4      | Ierland Cormac Dalton · Keean Kilrehill · Hugh Armstrong Brian Fay · Kevin Mulcaire · Fearghal Curtin                | 8 + 17 + 20 = 45 |
| 5      | Verenigd Koninkrijk Hugo Milner · Calum Johnson · Zakariya Mahamed Angus McMillan · Alfie Manthorpe · Callam Elson   | 4 + 23 + 27 = 54 |

### Mannen onder 23
| Plaats | Atleet                   | Land                | Tijd (min.s)  |
| ------ | ------------------------ | ------------------- | ------------- |
| Goud   | Will Barnicoat           | Verenigd Koninkrijk | 23.42         |
| Zilver | Valentin Bresc           | Frankrijk           | 23.42 (+0.00) |
| Brons  | Matthew Stonier          | Verenigd Koninkrijk | 23.51 (+0.09) |
| 4      | Moa Abounnachat Bollerød | Noorwegen           | 23.56 (+0.14) |
| 5      | Miguel Baidal            | Spanje              | 23.56 (+0.14) |
| 6      | Joel Ibler Lillesø       | Denemarken          | 23.57 (+0.15) |
| 7      | Adisu Guadia             | Israël              | 24.05 (+0.23) |
| 8      | Jonathan Hofer           | Zwitserland         | 24.05 (+0.23) |
| 9      | Mustafe Muuse            | Finland             | 24.15 (+0.33) |
| 10     | Yorick Van De Kerkhove   | België              | 24.17 (+0.35) |
| 11     | Santtu Heikkinen         | Finland             | 24.18 (+0.36) |
| 12     | Jesse Fokkenrood         | Nederland           | 24.20 (+0.38) |
| 13     | Vebjørn Hovdejord        | Noorwegen           | 24.21 (+0.39) |
| 14     | Rúben Amaral             | Portugal            | 24.23 (+0.41) |
| 15     | Téo-Rubens Banini        | Frankrijk           | 24.23 (+0.41) |
| 16     | Felix Friedrich          | Duitsland           | 24.25 (+0.43) |
| 17     | Flavien Szot             | Frankrijk           | 24.26 (+0.44) |
| 18     | Luc le Baron             | Frankrijk           | 24.26 (+0.44) |
| 19     | Mario Priego             | Spanje              | 24.27 (+0.45) |
| 20     | Robbe Theeuwes           | België              | 24.27 (+0.45) |
|        |                          |                     |               |
| 33     | Antoine Reul             | België              | 24.53 (+1.11) |
| 34     | Aaron Decloedt           | België              | 24.55 (+1.13) |
| 45     | Noah Konteh              | België              | 25.14 (+1.32) |

Er deden 79 atleten mee, uit 25 landen, waarvan er drie uitstapten.
| Plaats | Land | Punten            |
| ------ | --- | ----------------- |
| Goud   | Verenigd Koninkrijk Will Barnicoat · Matthew Stonier · James Kingston Tomer Tarragano · Henry McLuckie · Rory Leonard | 1 + 3 + 21 = 25   |
| Zilver | Frankrijk Valentin Bresc · Téo-Rubens Banini · Flavien Szot Luc le Baron · Titouan le Grix                            | 2 + 15 + 17 = 34  |
| Brons  | Noorwegen Mao Abounnachat Bollerød · Vebjørn Hovdejord · Ibrahim Buras Kristoffer Sagli                               | 4 + 13 + 25 = 42  |
| 4      | Spanje Miguel Baidal · Mario Priego · Alejandro Quijada Jaime Migallon · Adam Maijo · Miguel Angel Martínez           | 5 + 19 + 22 = 46  |
| 5      | België Yorick Van De Kerkhove · Robbe Theeuwes · Antoine Reul Aaron Decloedt · Noah Konteh                            | 10 + 20 + 33 = 63 |

### Mannen onder 20
| Plaats | Atleet                | Land                | Tijd (min.s)  |
| ------ | --------------------- | ------------------- | ------------- |
| Goud   | Axel Vang Christensen | Denemarken          | 16.09         |
| Zilver | Niels Laros           | Nederland           | 16.10 (+0.01) |
| Brons  | Nicholas Griggs       | Ierland             | 16.24 (+0.15) |
| 4      | Karl Ottfalk          | Zweden              | 16.39 (+0.30) |
| 5      | Sam Mills             | Verenigd Koninkrijk | 16.43 (+0.34) |
| 6      | Henry Dover           | Verenigd Koninkrijk | 16.45 (+0.36) |
| 7      | Simon Jeukenne        | België              | 16.47 (+0.38) |
| 8      | Rubén Leonardo        | Spanje              | 16.48 (+0.39) |
| 9      | Niall Murphy          | Ierland             | 16.49 (+0.40) |
| 10     | Jonas Stafford        | Ierland             | 16.50 (+0.41) |
| 11     | Aurélien Radja        | Frankrijk           | 16.51 (+0.42) |
| 12     | Francesco Ropelato    | Italië              | 16.52 (+0.43) |
| 13     | Rowan Miell-Ingram    | Verenigd Koninkrijk | 16.54 (+0.45) |
| 14     | Matthieu Bührer       | Zwitserland         | 16.54 (+0.45) |
| 15     | Unai Naranjo          | Spanje              | 16.55 (+0.46) |
| 16     | Gaston Rohmer         | Frankrijk           | 16.55 (+0.46) |
| 17     | Lukas Ehrle           | Duitsland           | 16.56 (+0.47) |
| 18     | Gábor Karsai          | Hongarije           | 16.58 (+0.49) |
| 19     | Juan Zijderlaan       | Nederland           | 16.59 (+0.50) |
| 20     | Aleix Vives           | Spanje              | 17.00 (+0.51) |
| 21     | Mathis Lievens        | België              | 17.02 (+0.53) |
|        |                       |                     |               |
| 23     | Tristan Gevaert       | België              | 17.04 (+0.55) |
| 32     | Casper Lievens        | België              | 17.23 (+1.14) |
| 38     | Régis Thibert         | België              | 17.37 (+1.28) |
| 39     | Nathan Houwaard       | Nederland           | 17.38 (+1.29) |
| 45     | Mick Wolvekamp        | Nederland           | 17.44 (+1.35) |
| 58     | Ioann Lobles          | Nederland           | 18.02 (+1.53) |
| 63     | Daan Lievens          | België              | 18.13 (+2.04) |

Er deden 92 atleten mee, uit 28 landen, waarvan er vier uitstapten.
| Plaats | Land | Punten            |
| ------ | --- | ----------------- |
| Goud   | Ierland Nicholas Griggs · Niall Murphy · Jonas Stafford Seamus Robinson · Shane Brosnan · Harry Colbert    | 3 + 9 + 10 = 22   |
| Zilver | Verenigd Koninkrijk Sam Mills · Henry Dover · Rowan Miell-Ingram Andrew McGill · Sam Hodgson · Louis Small | 5 + 6 + 13 = 24   |
| Brons  | Spanje Rubén Leonardo · Unai Naranjo · Aleix Vives Mesfin Escamilla · Sergio del Barrio · Ronaldo Olivo    | 8 + 15 + 20 = 43  |
| 4      | België Simon Jeukenne · Mathis Lievens · Tristan Gevaert Casper Lievens · Régis Thibert · Daan Lievens     | 7 + 21 + 23 = 51  |
| 5      | Frankrijk Aurélien Radja · Gaston Rohmer · Oscar Thebaud Ishak Dahmani · Youssef Boutayeb                  | 11 + 16 + 24 = 51 |
| 6      | Nederland Niels Laros · Juan Zijderlaan · Nathan Houwaard Mick Wolvekamp · Ioann Lobles                    | 2 + 19 + 39 = 60  |

### Vrouwen Senioren
| Plaats | Atleet                    | Land                | Tijd (min.s)  |
| ------ | ------------------------- | ------------------- | ------------- |
| Goud   | Karoline Bjerkeli Grøvdal | Noorwegen           | 33.40         |
| Zilver | Nadia Battocletti         | Italië              | 34.25 (+0.45) |
| Brons  | Abbie Donnelly            | Verenigd Koninkrijk | 34.42 (+1.02) |
| 4      | Fionnuala McCormack       | Ierland             | 35.00 (+1.20) |
| 5      | Jessica Warner-Judd       | Verenigd Koninkrijk | 35.20 (+1.40) |
| 6      | Lisa Rooms                | België              | 35.29 (+1.49) |
| 7      | Cecile Jarousseau         | Frankrijk           | 35.31 (+1.51) |
| 8      | Irene Sánchez-Escribano   | Spanje              | 35.32 (+1.52) |
| 9      | Chloé Herbiet             | België              | 35.34 (+1.54) |
| 10     | Izzy Fry                  | Verenigd Koninkrijk | 35.35 (+1.55) |
| 11     | Poppy Tank                | Verenigd Koninkrijk | 35.42 (+2.02) |
| 12     | Marie Bouchard            | Frankrijk           | 35.42 (+2.02) |
| 13     | Cristina Ruiz             | Spanje              | 36.00 (+2.20) |
| 14     | Amelia Quirk              | Verenigd Koninkrijk | 36.03 (+2.23) |
| 15     | Elena Burkard             | Duitsland           | 36.12 (+2.32) |
| 16     | Carolina Robles           | Spanje              | 36.15 (+2.35) |
| 17     | Juliane Hvid              | Denemarken          | 36.18 (+2.38) |
| 18     | Maria Sagnes Wågan        | Noorwegen           | 36.22 (+2.42) |
| 19     | Niamh Bridson-Hubbard     | Verenigd Koninkrijk | 36.27 (+2.47) |
| 20     | Margaux Sieracki          | Frankrijk           | 36.31 (+2.51) |
|        |                           |                     |               |
| 23     | Juliette Thomas           | België              | 36.41 (+3.01) |
| 26     | Merel van der Marel       | Nederland           | 36.49 (+3.09) |
| 32     | Victoria Warpy            | België              | 36.58 (+3.18) |
| 37     | Veerle Bakker             | Nederland           | 37.09 (+3.29) |
| 43     | Imana Truyers             | België              | 37.14 (+3.34) |
| 48     | Sofie Van Accom           | België              | 37.44 (+4.04) |

Er deden 59 atletes mee, uit 21 landen, waarvan er vier uitstapten en twee op een ronde werden gezet.
| Plaats | Land | Punten           |
| ------ | --- | ---------------- |
| Goud   | Verenigd Koninkrijk Abbie Donnelly · Jessica Warner-Judd · Izzy Fry Poppy Tank · Amelia Quirk · Niamh Bridson-Hubbard | 3 + 5 + 10 = 18  |
| Zilver | Spanje Irene Sánchez-Escribano · Cristina Ruiz · Carolina Robles Cristina Espejo · Marta García · Marta Pérez         | 8 + 13 + 16 = 37 |
| Brons  | België Lisa Rooms · Chloé Herbiet · Juliette Thomas Victoria Warpy · Imana Truyers · Sofie Van Accom                  | 6 + 9 + 23 = 38  |
| 4      | Frankrijk Cecile Jarousseau · Marie Bouchard · Margaux Sieracki Célia Tabet · Mélanie Allier                          | 7 + 12 + 20 = 39 |
| 5      | Italië Nadia Battocletti · Valentina Gemetto · Anna Arnaudo Rebecca Lonedo · Federica Zanne · Elisa Palmero           | 2 + 25 + 28 = 55 |

### Vrouwen onder 23
| Plaats | Atleet                | Land                | Tijd (min.s)  |
| ------ | --------------------- | ------------------- | ------------- |
| Goud   | Megan Keith           | Verenigd Koninkrijk | 25.32         |
| Zilver | Ilona Mononen         | Finland             | 26.55 (+1.23) |
| Brons  | Nathalie Blomqvist    | Finland             | 27.06 (+1.34) |
| 4      | Angela Viciosa        | Spanje              | 27.08 (+1.36) |
| 5      | Greta Karinauskaite   | Litouwen            | 27.13 (+1.41) |
| 6      | Maria Forero          | Spanje              | 27.21 (+1.49) |
| 7      | Jana Van Lent         | België              | 27.21 (+1.49) |
| 8      | Danielle Donegan      | Ierland             | 27.24 (+1.52) |
| 9      | Emmy van den Berg     | Nederland           | 27.29 (+1.57) |
| 10     | Yasna Petrova         | Bulgarije           | 27.34 (+2.02) |
| 11     | Alexandra Millard     | Verenigd Koninkrijk | 27.37 (+2.05) |
| 12     | Ina Halle Haugen      | Noorwegen           | 27.38 (+2.06) |
| 13     | Amina Maatoug         | Nederland           | 27.40 (+2.08) |
| 14     | Lisa Merkel           | Duitsland           | 27.57 (+2.25) |
| 15     | Eloise Walker         | Verenigd Koninkrijk | 28.03 (+2.31) |
| 16     | Anneke Vortmeier      | Duitsland           | 28.06 (+2.34) |
| 17     | Manon Cumy            | Frankrijk           | 28.10 (+2.38) |
| 18     | Olimpia Breza         | Polen               | 28.15 (+2.43) |
| 19     | Shirley Lang          | Zwitserland         | 28.17 (+2.45) |
| 20     | Mia Jurenka           | Duitsland           | 28.19 (+2.47) |
|        |                       |                     |               |
| 32     | Julie Voet            | België              | 28.48 (+3.16) |
| 37     | Roxane Cleppe         | België              | 29.04 (+3.32) |
| 41     | Sarah Peerik          | Nederland           | 29.12 (+3.40) |
| 46     | Marie Bilo            | België              | 29.31 (+3.59) |
| 51     | Femke Rosbergen       | Nederland           | 29.41 (+4.09) |
| 58     | Charlotte Van Laethem | België              | 29.52 (+4.20) |
| 69     | Emma D'Haene          | België              | 31.12 (+5.40) |

Er deden 74 atletes mee, uit 25 landen.
| Plaats | Land | Punten            |
| ------ | --- | ----------------- |
| Goud   | Verenigd Koninkrijk Megan Keith · Alexandra Millard · Eloise Walker Tia Wilson · Lynn McKenna · Olivia Mason | 1 + 11 + 15 = 27  |
| Zilver | Duitsland Lisa Merkel · Anneke Vortmeier · Mia Jurenka Jessica Keller                                        | 14 + 16 + 20 = 50 |
| Brons  | Spanje Angela Viciosa · Maria Forero · María González Laura Domene · Mireya Arnedillo · Marta Serrano        | 4 + 6 + 40 = 50   |
| 4      | Frankrijk Manon Cumy · Camille Laurent · Heloise Laigle Thaïs Paris · Inès Hamoudi                           | 17 + 21 + 23 = 61 |
| 5      | Nederland Emmy van den Berg · Amina Maatoug · Sarah Peerik Femke Rosbergen                                   | 9 + 13 + 41 = 63  |
| 6      | België Jana Van Lent · Julie Voet · Roxane Cleppe Marie Bilo · Charlotte Van Laethem · Emma D'Haene          | 7 + 32 + 37 = 76  |

### Vrouwen onder 20
| Plaats | Atleet                       | Land                | Tijd (min.s)  |
| ------ | ---------------------------- | ------------------- | ------------- |
| Goud   | Innes Fitzgerald             | Verenigd Koninkrijk | 18.19         |
| Zilver | Sofia Thøgersen              | Denemarken          | 18.38 (+0.19) |
| Brons  | Jade le Corre                | Frankrijk           | 18.49 (+0.30) |
| 4      | Kira Weis                    | Duitsland           | 18.54 (+0.35) |
| 5      | Elsa Sundqvist               | Zweden              | 19.10 (+0.51) |
| 6      | Shirin Kerber                | Zwitserland         | 19.30 (+1.11) |
| 7      | Anna Gardiner                | Ierland             | 19.31 (+1.12) |
| 8      | Jess Bailey                  | Verenigd Koninkrijk | 19.31 (+1.12) |
| 9      | Franziska Drexler            | Duitsland           | 19.34 (+1.15) |
| 10     | Thea Charlotte Knutsen       | Noorwegen           | 19.38 (+1.19) |
| 11     | Katarzyna Napiórkowska       | Polen               | 19.41 (+1.22) |
| 12     | Kirsty Maher                 | Ierland             | 19.43 (+1.24) |
| 13     | Lizzie Wellsted              | Verenigd Koninkrijk | 19.47 (+1.28) |
| 14     | Ebba Broms                   | Zweden              | 19.51 (+1.32) |
| 15     | Lara Costa                   | Portugal            | 19.52 (+1.33) |
| 16     | Dilek Koçak                  | Turkije             | 19.53 (+1.34) |
| 17     | Anna Marie Nordengen Sirevåg | Noorwegen           | 19.54 (+1.35) |
| 18     | Tilda Månsson                | Zweden              | 19.54 (+1.35) |
| 19     | Charlotte Penneman           | België              | 19.56 (+1.37) |
| 20     | Adèle Gay                    | Frankrijk           | 19.57 (+1.38) |
|        |                              |                     |               |
| 22     | Hannah Enkels                | België              | 20.01 (+1.42) |
| 27     | Fien Paulussen               | België              | 20.10 (+1.51) |
| 41     | Rhune Vanroose               | België              | 20.28 (+2.09) |
| 51     | Astrid Van Breedam           | België              | 20.43 (+2.24) |
| 56     | Femke D'Hauwers              | België              | 20.51 (+2.32) |
| 70     | Bleke Schipperen             | Nederland           | 21.59 (+3.40) |

Er deden 82 atletes mee, uit 22 landen, waarvan er twee uitstapten.
| Plaats | Land | Punten            |
| ------ | --- | ----------------- |
| Goud   | Verenigd Koninkrijk Innes Fitzgerald · Jess Bailey · Lizzie Wellsted Katie Pye · Moli Lyons · Zoe Hunter         | 1 + 8 + 13 = 22   |
| Zilver | Duitsland Kira Weis · Franziska Drexler · Emily Junginger Carolina Schäfer · Carolin Hinrichs                    | 4 + 9 + 21 = 34   |
| Brons  | Zweden Elsa Sundqvist · Ebba Broms · Tilda Månsson Towa Nilsson · Hannah Kinane · Majken Söderlund Larsson       | 5 + 14 + 18 = 37  |
| 4      | Frankrijk Jade le Corre · Adèle Gay · Laly Porentru Clara Entresangle · Margot Dajoux                            | 3 + 20 + 23 = 46  |
| 5      | Ierland Anna Gardiner · Kirsty Maher · Amy Greene Hannah Kehoe · Maebh Richardson · Avril Millerick              | 7 + 12 + 29 = 48  |
| 6      | België Charlotte Penneman · Hannah Enkels · Fien Paulussen Rhune Vanroose · Astrid Van Breedam · Femke D'Hauwers | 19 + 22 + 27 = 68 |

### Gemengde Estafette
| Plaats | Land                                                                                           | Tijd  |
| ------ | ---------------------------------------------------------------------------------------------- | ----- |
| Goud   | Frankrijk ♀ Berenice Cleyet-Merle · ♂ Antoine Senard · ♀ Sarah Madeleine · ♂ Alexis Miellet    | 19.44 |
| Zilver | Nederland ♂ Kevin Viezee · ♀ Jetske van Kampen · ♀ Maureen Koster · ♂ Bram Anderiessen         | 19.46 |
| Brons  | Verenigd Koninkrijk ♂ Joshua Lay · ♀ Bethan Morley · ♂ Adam Fogg · ♀ Khahisa Mhlanga           | 19.48 |
| 4      | Italië ♀ Gaia Sabbatini · ♂ A. Abdikadar Sheik · ♀ Marta Zenoni · ♂ Pietro Arese               | 20.06 |
| 5      | België ♂ Ziad Audah · ♀ Elise Vanderelst · ♀ Charlotte Van Hese · ♂ Ruben Verheyden            | 20.15 |
| 6      | Hongarije ♀ Lili Anna Vindics-Tóth · ♂ István Szögi · ♀ V. Wagner-Gyürkés · ♂ István Palkovits | 20.24 |
| 7      | Polen ♂ Filip Rak · ♀ Aleksandra Płocińska · ♀ Eliza Megger · ♂ Kamil Herzyk                   | 20.27 |
| 8      | Spanje ♂ Abderrahman El Khayamai · ♀ Rosalía Tárraga · ♀ Naima Ait Alibou · ♂ Ignacio Fontes   | 20.44 |
| 9      | Tsjechië ♂ Daniel Kotyza · ♀ Bára Stýblová · ♀ Pavla Štoudková · ♂ Jakub Davidík               | 21.00 |
| 10     | Slovenië ♀ Veronika Sadek · ♂ Rok Markelj · ♀ Klara Lukan · ♂ Žan Rudolf                       | 21.04 |
| 11     | Oekraïne ♂ Vadym Lonskyy · ♀ Viktoriia Shkurko · ♂ Andrii Krakovetskyi · ♀ Anzhelika Bondar    | 21.44 |
| 12     | Andorra ♂ Carles Gómez Lozano · ♀ Aina Cinca Bons · ♂ F. Carmona Parada · ♀ Xènia Mourelo      | 22.59 |

## Medaillespiegel
| Rang | Land                | Goud | Zilver | Brons | Totaal |
| ---- | ------------------- | ---- | ------ | ----- | ------ |
| 1    | Verenigd Koninkrijk | 7    | 1      | 3     | 11     |
| 2    | Frankrijk           | 2    | 3      | 1     | 6      |
| 3    | Noorwegen           | 1    | 1      | 2     | 4      |
| 4    | Denemarken          | 1    | 1      | -     | 2      |
| 5    | België              | 1    | -      | 2     | 3      |
| 6    | Ierland             | 1    | -      | 1     | 2      |
| 7    | Duitsland           | -    | 2      | -     | 2      |
| 7    | Nederland           | -    | 2      | -     | 2      |
| 8    | Spanje              | -    | 1      | 2     | 3      |
| 9    | Finland             | -    | 1      | 1     | 2      |

1994 ·
1995 ·
1996 ·
1997 ·
1998 ·
1999 ·
2000 ·
2001 ·
2002 ·
2003 ·
2004 ·
2005 ·
2006 ·
2007 ·
2008 ·
2009 ·
2010 ·
2011 ·
2012 ·
2013 ·
2014 ·
2015 ·
2016 ·
2017 ·
2018 ·
2019 ·
2020 ·
2021 ·
2022 ·
2023 ·
2024 ·
2025